# Caporiaccosa
Caporiaccosa là một chi nhện trong họ Lycosidae.